# شعبية الواحات
شعبية الواحات هي محافظة ليبية تقع في الشمال الشرقي للبلاد، بين محافظة بنغازي من جهة الشمال ومحافظة الكفرة من جهة الجنوب. تشكلت المحافظة بعد دمج محافظتي أجدابيا والواحات سنة 2003م، غير أن هذا الدمج لم يدم طويلًا، إذ تم إعادة فصل المحافظتين عام 2004م. وتتميز المحافظة بطابع صحراوي يغلب على مساحتها، ويقع مركزها الإداري في مدينة أجدابيا.

## التقسيم الإداري
تتكون محافظة الواحات من عدة أقاليم فرعية تشمل:
- أجدابيا الشمالية
- أجدابيا الغربية
- أجدابيا الشرقية
- البريقة الجديدة
- مرسى البريقة
- بشر العرقوب
- العقيلة
- سلطان انتلات
- الزويتينة
- البيضان
- القنان
- جالو
- أوجلة
- إجخرة
- مرادة

تشكل هذه الأقاليم المكونات الإدارية والجغرافية الرئيسية لمحافظة الواحات، حيث تتفاوت في الخصائص السكانية والاقتصادية، وتشكل معًا وحدة إقليمية ذات أهمية استراتيجية واقتصادية في ليبيا.

## الأهمية الاستراتجية لمحافظة الواحات
تُعد محافظة الواحات من أهم مصادر ليبيا في مجالي النفط والغاز، إذ تحتوي على حوض يشكل مخزونًا واحتياطيًا هائلًا من هذه الموارد الحيوية. تضم المحافظة عددًا من الموانئ الاستراتيجية مثل ميناء البريقة النفطي وميناء الزويتينة، بالإضافة إلى شركات وحقول نفطية كبيرة تشمل حقل السرير، والنافورة، وزلطن، والراقوبة، وغيرها. يُذكر أن أول حقل نفطي تم اكتشافه في ليبيا هو حقل زلطن، كما أن أول ميناء نفطي أنشئ في البلاد هو ميناء البريقة، مما أسهم بشكل رئيسي في زيادة الأهمية الاستراتيجية لمحافظة الواحات.
كما تُعتبر المحافظة المصدر الرئيسي لإنتاج التمر في ليبيا، نظرًا لما يوليه سكانها من اهتمام بزراعة النخيل، الذي يمثل النشاط الزراعي الأول في المحافظة، سواء في النخيل البعلي أو المروي، وذلك من خلال مزارع المواطنين والمشاريع الزراعية.
وقد زادت الأهمية الاستراتيجية لمحافظة الواحات من ارتباطها التاريخي والمعاصر بدول الجوار ودول أفريقيا بعلاقات وطيدة تجسدت من خلال مشاركة أبنائها في حركات الجهاد ونشر الدعوة الإسلامية، إلى جانب العلاقات التجارية والاجتماعية والتاريخية المتنوعة.
وتُعد المحافظة مركزًا خدميًا لأهم مشروعات التنمية الاستراتيجية في ليبيا، مثل مشروع النهر الصناعي، ومشروع السرير الإنتاجي، ومشروع الصحابي. وتكتسب المحافظة أهمية إضافية باعتبارها نقطة الوصل بين شرق وغرب ليبيا، بالإضافة إلى احتضانها للخزان الرئيسي لموازنة مشروع النهر الصناعي.

## سكان محافظة الواحات
يبلغ عدد سكان محافظة الواحات أكثر من 160,000 نسمة وفق إحصاء عام 2006، حيث يتركز معظمهم في مدينة أجدابيا التي يزيد تعداد سكانها عن 100,000 نسمة، تليها مدينتا جالو والبريقة. يمثل العرب الغالبية العظمى من سكان المحافظة، مع وجود أقلية بربرية متعربة في مدينة أوجلة، لا يزال بعض كبار السن فيها يتحدثون اللغة الأمازيغية.
يتواجد العرب في بقية مدن المحافظة، حيث تشكل قبيلة المغاربة النسبة الأكبر من السكان، تليها قبيلة أزوية. تنحدر قبيلة المغاربة من فرع هيب من بني سليم، وتتواجد في مدن أجدابيا، البريقة الجديدة، مرسى البريقة، بشر، والعرقوب. أما قبيلة أزوية، التي تعود جذورها إلى فرع زغب من بني سليم، فتتواجد في مدن أجدابيا، أجخرة، والقنان. كما توجد قبيلة المجابر، أحد فروع هيب من بني سليم، في مدينة جالو مع وجود أقلية منها في أجدابيا.
تتواجد قبيلة العريبات، من فرع هيب من بني سليم، مع قبيلة السعيط في منطقة سلطان، في حين تتواجد قبيلة الفواخر في منطقتي البيضان وانتلات. أما قبيلة الزاوية، التي تعود أصولها إلى ذباب بني سليم، فتتواجد في منطقتي مرادة والعقيلة، بينما تتواجد قبيلة القبائل في منطقة الزويتينة.
بالإضافة إلى ذلك، توجد العديد من القبائل الأخرى مثل أولاد الشيخ والفرجان، إلى جانب قبائل من المنطقة الغربية وقبائل الجبل الأخضر في مختلف مناطق المحافظة. وترتبط هذه القبائل منذ القدم بعلاقات عائلية واجتماعية متينة متأصلة في النسب والجوار.
ونظرًا للطابع الريفي لشعبية الواحات، يتصف سكانها بالبساطة والطيبة والكرم والجود، وتمسكهم بالعادات والتقاليد وبالدين الإسلامي. كما تنتشر خلوات تحفيظ القرآن الكريم في جميع مساجد المحافظة.

## السياحة بمحافظة الواحات
تُعتبر محافظة الواحات مقصدًا سياحيًا هامًا، لما تتمتع به من مناظر طبيعية خلابة وكثبان رملية ناصعة البياض، إلى جانب العديد من الآثار التاريخية التي تشهد على عراقة المنطقة وثراء تاريخها الحضاري.

## أهم المدن
- جالو
- أوجلة
- اجخرة

## اقليم المحافظات
- جالو
- مرادة
- أوجلة
- إجخرة

## وصلات خارجية
- خبار بلادي.. ليبيا.. شعبية الواحات